# Hýskov
Hýskov (németül Hiskau) település Csehországban, a Berouni járásban.  Lakosainak száma 2209 fő (2024. január 1.).

## Fekvése
Hýskov Železná, Nižbor, Chyňava és Beroun településekkel határos.

## Népesség
A település lakosságának változását az alábbi diagram mutatja:
| Lakosok száma | 1403 | 1529 | 1630 | 1295 | 1236 | 1210 | 1784 | 1869 | 2042 | 2209 |
|               | 1869 | 1890 | 1921 | 1950 | 1980 | 2001 | 2017 | 2019 | 2022 | 2024 |